# П
П, п е буква от кирилицата. Обозначава беззвучната двубърнена преградна съгласна /p/ - изговаряна 'пъ', в абревиатури 'пе'. В старобългарската азбука има название ПОКОН „покой“, съответно в църковнославянската – покой, което означава „мир“, „покой“, „спокойствие“, „отдих“, а така също и „кончина“. П в глаголицата се изписва  и има числова стойност 90. В кирилицата обикновено е 17-а по ред, изглежда  и притежаваща числова стойност 80 (15 – на руски). Произлиза непосредствено от гръцката буква пи, а глаголическата буква прилича на семитското „пе“.
При въвеждането на гражданския шрифт първоначално буква П е изглеждала като латинската буква n (както малката, така и главната буква). Не след дълго е върната традиционната форма на буквата с правоъгълен връх, а n-образнният му вариант остава да се употребява единствено в ръкописни и художествени шрифтове. В типографския курсив от средата на 18 до средата на 19 век главната буква П има заоблен ляв край и е изглеждала точно като съвременната главна буква Л. По това време буква Л има само островърха форма – Λ, а не е с квадратен връх, както е днес.
Интересно е да се отбележи, че малката буква п в ръкописните шрифтове в Сърбия и Северна Македония нямат n-образна форма, а изглежда като u с чертичка – .